# US Airways Express
US Airways Express era la marca para la aerolínea  regional de US Airways, en virtud del cual un número de aerolíneas regionales individuales operan rutas de corto y mediano plazo. Las aerolíneas de bandera suelen utilizar a compañías aéreas regionales con el fin de aumentar la frecuencia, servir rutas que no sostendrían aviones más grandes o por otras razones competitivas. Las operaciones de US Airways Express se llevaron a cabo en los mercados más pequeños de Estados Unidos, Canadá y las Bahamas principalmente en torno a los principales centros de conexión y ciudades foco de US Airways. US Airways Express será renombrada como American Eagle como parte de la fusión de US Airways con American Airlines.

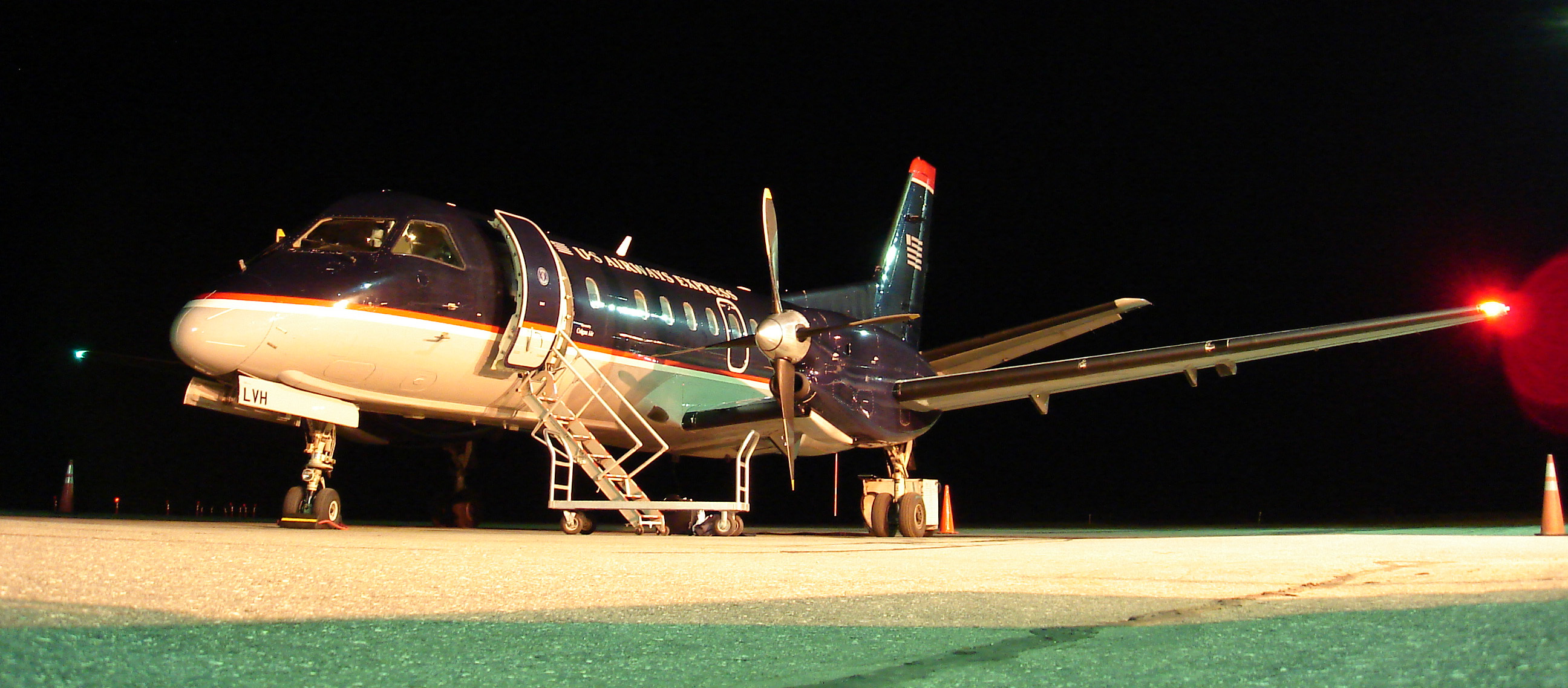
Un Saab 340 en los colores anteriores de US Airways Express en 2005.

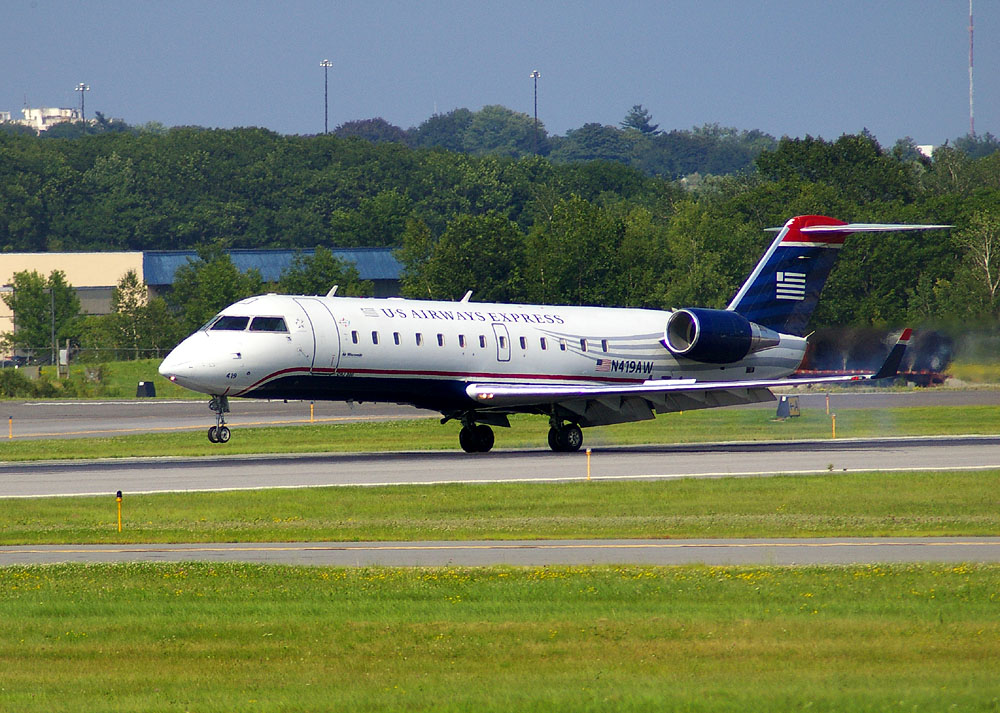
Un Bombardier CRJ-200 de US Airways Express (operado por Air Wisconsin) en el Jetport Internacional de Portland en 2009.

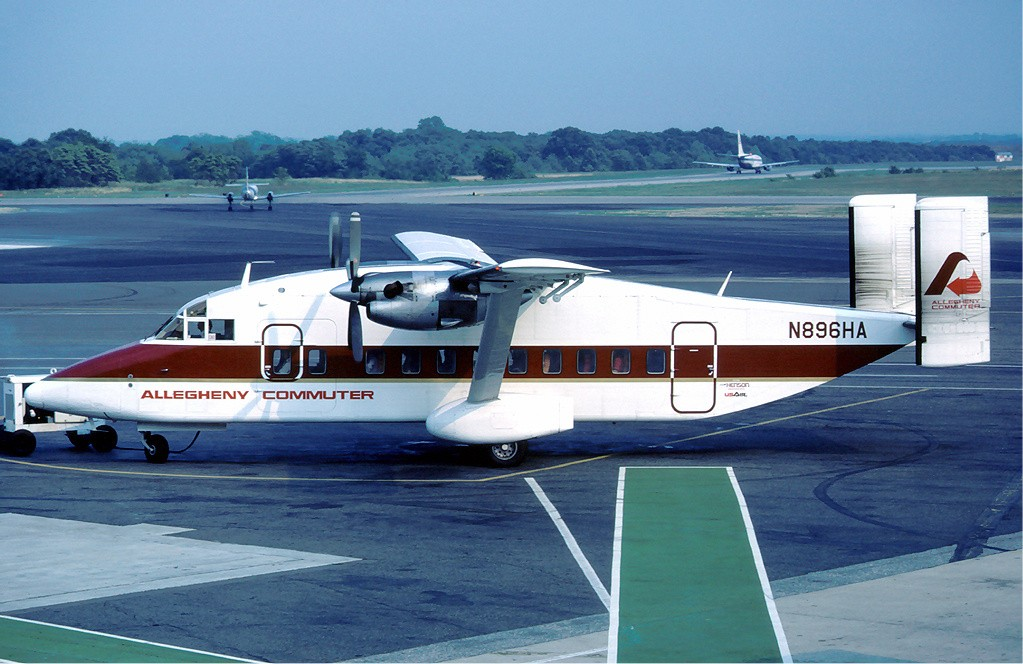
Un Short 330 de Henson Airlines en el Aeropuerto Internacional de Baltimore-Washington en septiembre de 1983.

## Flota

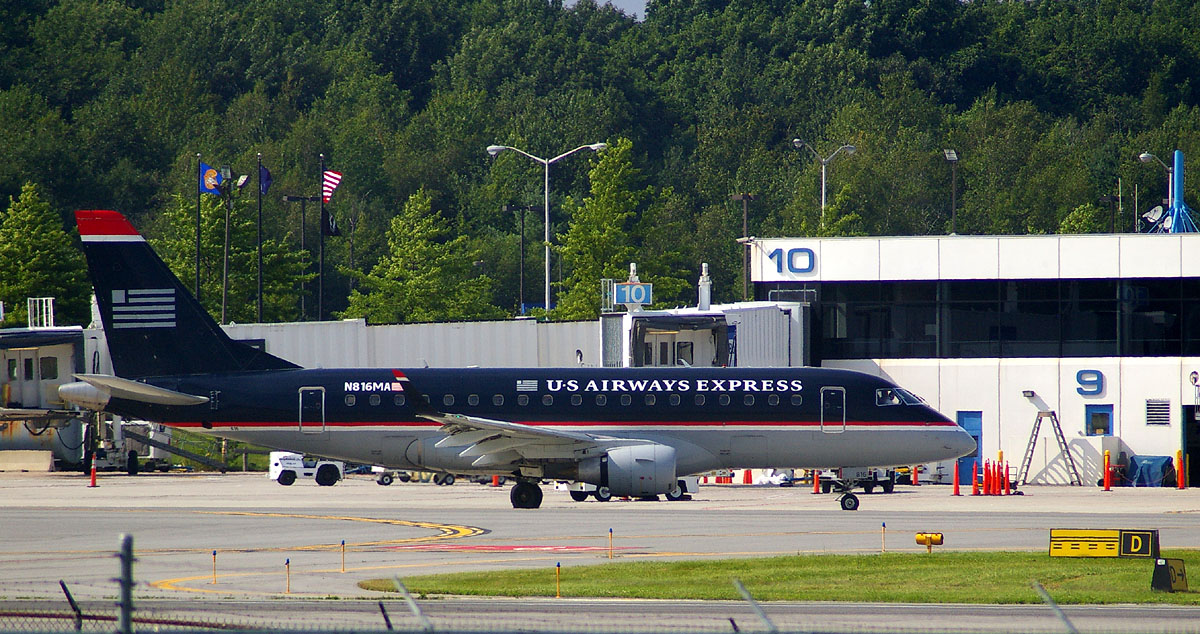
Un Embraer 170 de Republic Airlines en colores pre-2005.

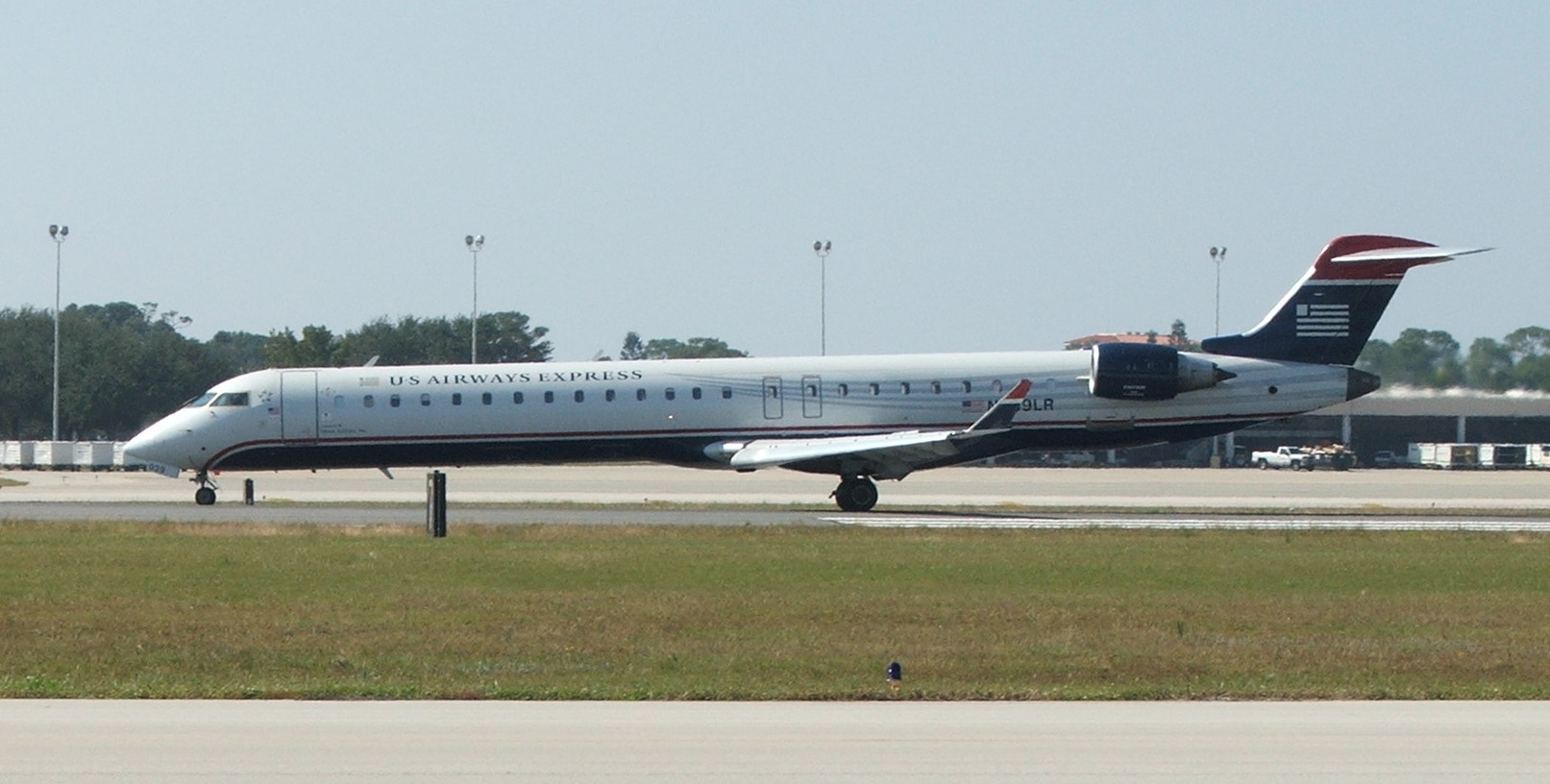
Un Bombardier CRJ-900 de Mesa con sus colores actuales.

Aviones operados como US Airways Express:

## Antiguas aerolíneas
Aerolíneas que han operado previamente como US Airways Express o sus predecesores incluyen:
| Aerolínea                  | Años de operación | Avión operado                                                                                                  | Información                                        |
| -------------------------- | ----------------- | --- | -------------------------------------------------- |
| Air Midwest                | 1990–2008         | Beechcraft 1900D                                                                                               | Subsidiaria de Mesa Air Group                      |
| Allegheny Airlines         | Ended 2004        | de Havilland Canada Dash 8                                                                                     | Fusionada con Piedmont Airlines                    |
| CCAir                      | 1987–2002         | Cessna 402 Beechcraft Model 99 Short 330 Short 360 BAe Jetstream 32 de Havilland Canada Dash 8 Beechcraft 1900 |                                                    |
| CommutAir                  | 1989–2000         | Beechcraft 1900D                                                                                               | Ahora volando con United Express                   |
| FloridaGulf Airlines       | 1991–1997         | Beechcraft 1900 Embraer EMB 120 Brasilia                                                                       | Fusionada con Air Midwest                          |
| Liberty Express Airlines   | 1994–1997         | Beechcraft 1900                                                                                                | Fusionada con Air Midwest                          |
| Midway Airlines            | 2002–2003         | Bombardier CRJ100                                                                                              |                                                    |
| MidAtlantic Airways        | 2000–2006         | de Havilland Canada Dash 8-200 Embraer 170                                                                     |                                                    |
| Paradise Island Airlines   | 1989–1997         | de Havilland Canada Dash 7                                                                                     |                                                    |
| Ransome Airlines           | 1973–1982         | Volpar Beech 18 Nord 262 Mohawk 298 de Havilland Canada Dash 7                                                 |                                                    |
| Shuttle America            | 2001–2002         | de Havilland Canada Dash 8-100 Saab 340                                                                        | Ahora opera como United Express y Delta Connection |
| StatesWest Airlines        | 1990–1993         | Beechcraft 1900 Beechcraft 1300                                                                                |                                                    |
| Colgan Air/Mesaba Airlines | 2011              | Saab 340 |                                                    |